# Tetrarhodiumdodecacarbonyl
Tetrarhodiumdodecarbonyl ist ein Komplexverbindung des Rhodiums aus der Gruppe der Metallcarbonyle.

## Gewinnung und Darstellung
Tetrarhodiumdodecarbonyl kann durch Reaktion von Dirhodiumtetracarbonyldichlorid mit Kohlenmonoxid gewonnen werden.
{\displaystyle \mathrm {2\ [RhCl(CO)_{2}]_{2}+4\ CO\longrightarrow [Rh_{4}(CO)_{12}]} }
Ebenfalls möglich ist die Synthese durch Hochdruckcarbonylierung von wasserfreiem Rhodium(III)-chlorid bei 50–80 °C in Gegenwart von Kupfer, Cadmium oder Zinn als Beimetall.

## Eigenschaften
Tetrarhodiumdodecarbonyl ist ein oranger bis roter, luftstabiler Feststoff, der schwerlöslich in aliphatischen Lösungsmitteln, sowie mäßig löslich in Benzol und Diethylether ist. Er zersetzt sich bei Einwirkung konzentrierter Säuren und Basen, in letzteren unter Metallabscheidung. Bei 100 °C erfolgt in Stickstoff-Atmosphäre Zersetzung unter Bildung von Hexarhodiumhexadecacarbonyl [Rh6(CO)16].

## Verwendung
Tetrarhodiumdodecarbonyl findet als Ausgangsstoff zur Herstellung von Rhodium-Katalysatoren Verwendung.